# Sjenica

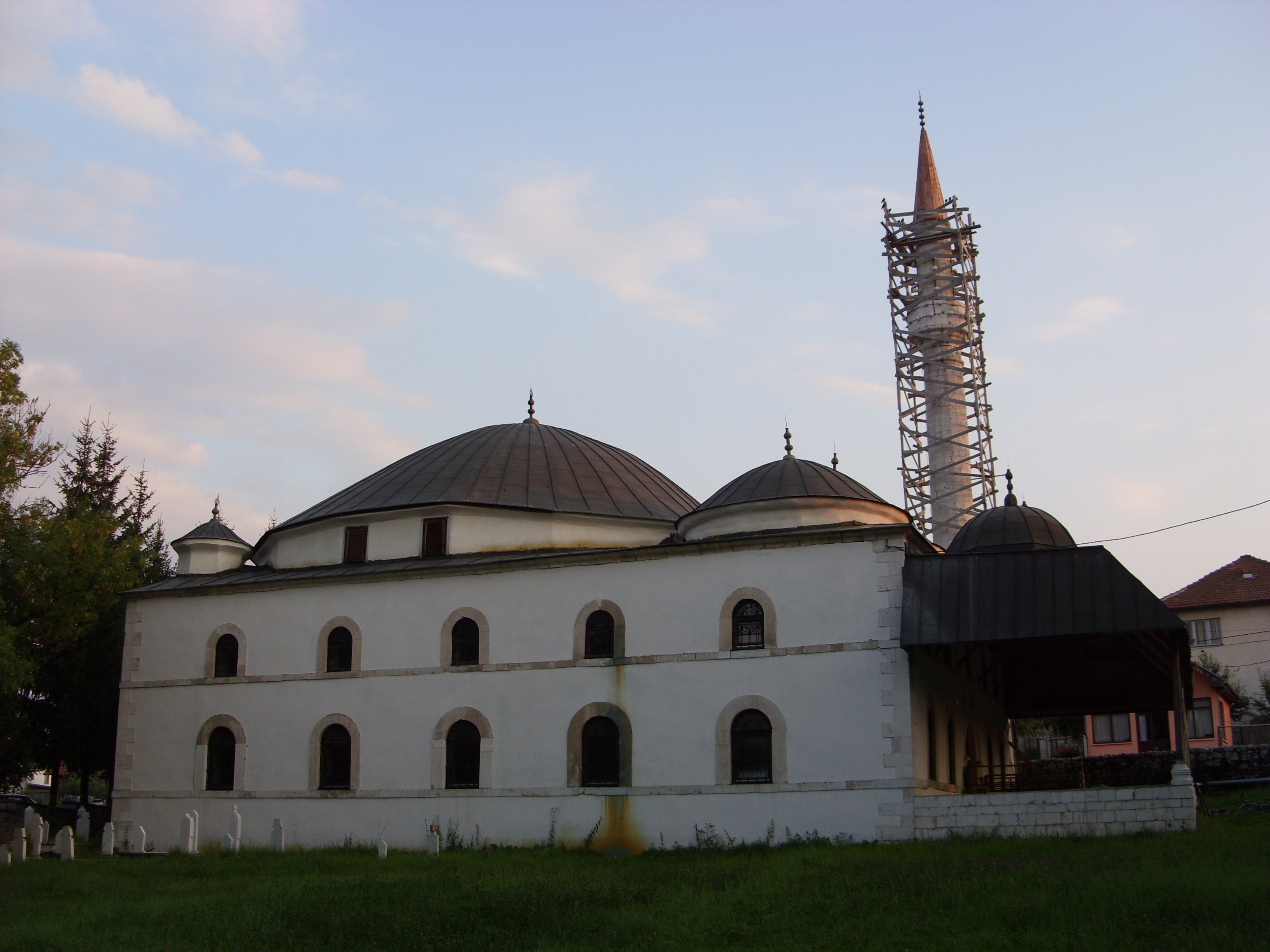
Moschee in Sjenica

Sjenica (serbisch-kyrillisch Сјеница) ist eine Kleinstadt in der südwestserbischen Gebirgsregion am Nordhang des Gebirgszugs Pešter. Die Stadt selbst liegt auf einer Höhe von etwa 1000 m. i. J.. Sie ist Verwaltungssitz der gleichnamigen Gemeinde mit etwa 24.000 Einwohnern und gehört zum Bezirk Zlatibor.
Sjenica liegt in der gleichnamigen Sjenica-Ebene, die von den Flüssen Vapa und Uvac gebildet wurde. Der südliche Teil der Gemeinde wird von der abflusslosen Pešter-Hochebene (Peštersko polje) eingenommen.
Zur Volkszählung 2022 bezeichneten sich 73,35 % der Einwohner der Gemeinde als Bosniaken, 16,03 % als Serben und 4,44 % als ethnische Muslime.

## Persönlichkeiten
- Dženis Avdić (* 1995), Biathlet

## Quelle
1. ↑  Volkszählung 2022: Национална припадности, подаци по општинама и градовима. (Englisch: Ethnicity. Data by municipalities and Cities ; Deutsch: Nationale Zugehörigkeit. Daten nach Gemeinden und Städten), XLS-Datei, 432 kB